# Biathlon na Zimowym Olimpijskim Festiwalu Młodzieży Europy 2022
Biathlon na Zimowym Olimpijskim Festiwalu Młodzieży Europy 2022 – jedna z dyscyplin rozgrywanych podczas festiwalu w dniach 22 – 25 marca 2022 w Vuokatti Sport Biathlon Stadium. Podczas zawodów odbyło się pięć konkurencji: sprinty i biegi indywidualne dziewcząt i chłopców oraz sztafety mieszane.

## Medaliści

### Dziewczęta
| Data     | Godzina | Konkurencja             | Złoto          | Strzelanie | Czas    | Srebro         | Strzelanie | Czas    | Brąz            | Strzelanie | Czas    | Źr.   |
| 22 marca | 12:40   | Sprint 6 km             | Sara Andersson | 0+1        | 17:08,9 | Klara Vindišar | 0+1        | 17:44,0 | Kaja Zorč       | 0+0        | 17:49,0 | [ 1 ] |
| 24 marca | 10:00   | Bieg indywidualny 10 km | Lena Repinc    | 1+0+0+0    | 31:34,7 | Sara Andersson | 0+1+0+2    | 31:44,1 | Amandine Mengin | 0+0+0+0    | 31:47,6 | [ 2 ] |

### Chłopcy
| Data     | Godzina | Konkurencja               | Złoto        | Strzelanie | Czas    | Srebro               | Strzelanie | Czas    | Brąz          | Strzelanie | Czas    | Źr.   |
| 22 marca | 15:20   | Sprint 7,5 km             | Petr Hák     | 0+0        | 19:57,4 | Mattia Piller Hoffer | 0+0        | 20:21,8 | Lou Thiévent  | 0+1        | 20:22,2 | [ 3 ] |
| 24 marca | 12:50   | Bieg indywidualny 12,5 km | Lou Thiévent | 1+1+0+0    | 36:34,5 | Konrad Badacz        | 0+1+0+1    | 36:59,0 | Jakub Borguľa | 0+2+0+0    | 37:06,5 | [ 4 ] |

### Mieszane
| Data     | Godzina | Konkurencja                | Złoto                                                                   | Strzelanie | Czas      | Srebro                                                                  | Strzelanie | Czas      | Brąz                                                                                    | Strzelanie | Czas      | Źr.   |
| 25 marca | 10:00   | Sztafeta mieszana 4 x 6 km | Francja Amandine Mengin · Violette Bony · Gaëtan Paturel · Lou Thiévent | 0+0        | 1:12:27,8 | Czechy Kateřina Pavlů · Katerina Gotvaldová · Daniel Malušek · Petr Hák | 0+0        | 1:12:50,6 | Polska Anna Nędza-Kubiniec · Barbara Skrobiszewska · Fabian Suchodolski · Konrad Badacz | 0+0        | 1:13:26,9 | [ 5 ] |

## Klasyfikacja medalowa
| Pozycja | Reprezentacja | Medal EOC | Medal EOC | Medal EOC | Medal EOC |
| ------- | ------------- | --------- | --------- | --------- | --------- |
| 1.      | Francja       | 2         | 0         | 2         | 4         |
| 2.      | Słowenia      | 1         | 1         | 1         | 3         |
| 3.      | Czechy        | 1         | 1         | 0         | 2         |
| 3.      | Szwecja       | 1         | 1         | 0         | 2         |
| 5.      | Polska        | 0         | 1         | 1         | 2         |
| 6.      | Włochy        | 0         | 1         | 0         | 1         |
| 7.      | Słowacja      | 0         | 0         | 1         | 1         |
| Razem   | Razem         | 5         | 5         | 5         | 15        |